# داتو مارساگیشویلی
داتو مارساگیشویلی (به گرجی: დათო მარსაგიშვილი) (زادهٔ ۳۰ مارس ۱۹۹۱) کشتی‌گیر کشور گرجستان در وزن ۸۴ کیلوگرم کشتی آزاد است. او موفق به کسب مدال برنز بازی‌های المپیک ۲۰۱۲ لندن شده‌است.
و موفق به کسب مدال برنز در ب‌زی های المپنی ۲ لندن۰شده‌است.شد.